# Gerd Hegnell
Gerd Anne Therése Hegnell (under en tid Oscarsson), född 25 juni 1935 i Helsingborg, är en svensk skådespelare.

## Biografi
Hegnell gick vid Nya Elementars flickskola i Göteborg och samtidigt bevistade hon kvällsundervisningen vid Pickwickklubbens teaterskola. Hon utbildade sig vid Göteborgs Stadsteaters elevskola 1953–1956, och blev därefter engagerad vid stadsteatern. 
I början på 1960-talet spelade hon på stadsteatern i hemstaden Helsingborg där hon bland gjorde Gittel Mosca i William Gibson populära pjäs Två på gungbrädet med Per Olof Eriksson i rollen som Jerry Ryan. 
Hon har huvudsakligen varit verksam i Göteborg och under många år tillhörde hon den fasta ensemblen på Folkteatern i Göteborg där hon gjorde många uppskattade rollprestationer. Här kan nämnas hennes medverkan i bland annat Magnus Nilssons pjäs Knäckebröd och hovmästarsås 1988 och rollen som frodig bordellmamma i Carin Mannheimers Rika barn leka bäst 1995. Samma roll gjorde hon även i filmversionen med samma namn 1997.
Hegnell filmdebuterade 1955 i Hampe Faustmans Kärlek på turné, och har sedan debuten medverkat i drygt 45 film- och TV-produktioner. Hon spelade en tragikomisk roll som den "andra kvinnan" i Mannheimers TV-serie Svenska hjärtan 1989, 1995 och 1998. På senare år har hon ofta fått spela rara tanter som till exempel granntanten Lilly i Alfhild och Ortrud 1990, mormor i julkalendern Dieselråttor och sjömansmöss 2002 och Harriet i Solbacken: Avd. E 2003.
Efter pensioneringen från Folkteatern har hon spelat i olika uppsättningar på Stockholms privatteatrar, bland annat Hotelliggaren på Chinateatern 1998. Hon spelade med början hösten 2006 rollen som Miss Dinsmore i musikalen Singin' in the Rain på Oscarsteatern i Stockholm.
En annan framgångsrik uppsättning där Hegnell hade en framträdande roll var i Staffan Göthes pjäs Ett lysande elände på Dramatens scen Elverket. 1992 erhöll hon Svenska Akademiens Carl Åkermarks-stipendium. Hon nominerades 1998 till en Guldbagge för bästa kvinnliga biroll i Rika barn leka bäst.
Gerd Hegnell var gift med skådespelaren Per Oscarsson från 1954 till 1960.
Gerd Hegnell mottog 2012 Göteborgs Spårvägars kulturpris och fick en spårvagn uppkallad efter sig.

## Filmografi
- 1955 – Kärlek på turné (krediterad Gerd Oscarsson)
- 1968 – Slättemölla by (TV-serie)
- 1972 – Ett nytt liv (TV-serie)
- 1974 – Jourhavande (TV-serie)
- 1975 – Gyllene år (TV-serie)
- 1976 – A.P. Rosell, bankdirektör (TV-serie)
- 1980 – På banken (TV-serie)
- 1981 – Kallocain (TV-serie)
- 1982 – Flickan som inte kunde säga nej
- 1982 – Polisen som vägrade svara (TV-serie)
- 1983 – Berget på månens baksida
- 1984 – Tryggare kan ingen vara ... (TV-serie)
- 1986 – Bröderna Mozart
- 1986 – Gösta Berlings saga (TV-serie)
- 1988 – Livsfarlig film
- 1988 – Se mig
- 1989–1998 – Svenska hjärtan (TV-serie)
- 1989 – Sparvöga (TV-serie)
- 1990 – Bulan
- 1990 – Ebba och Didrik (TV-serie)
- 1990 – Kurt Olsson – filmen om mitt liv som mig själv
- 1991 – Knäckebröd och hovmästarsås
- 1991 – Svidande affärer
- 1991 – Önskas
- 1992 – Damen i handskdisken
- 1993 – Konsulten
- 1994 – Good Night Irene
- 1994 – Handbok för handlösa (TV-serie)
- 1995 – Bäst att vi gifter oss
- 1995 – En på miljonen
- 1996 – Juloratoriet
- 1996 – Kalle Blomkvist – Mästerdetektiven lever farligt
- 1997 – Coffee
- 1997 – Glappet (TV-serie)
- 1997 – Hemma hos Olssons (TV-serie)
- 1997 – Rika barn leka bäst
- 1997 – Sent i augusti
- 1997 – Vår andra film
- 1997 – Änglarna sover (TV-serie)
- 1998 – Ivar Kreuger (TV-serie)
- 1998 – När karusellerna sover (TV-serie)
- 1998 – Rederiet (TV-serie) (till och med 2002)
- 2000 – Hur som helst är han jävligt död
- 2001 – Agnes (TV-serie)
- 2001 – Känd från TV
- 2002 – Dieselråttor och sjömansmöss (TV-serie)
- 2002 – Suxxess
- 2003 – Solbacken: Avd. E (TV-serie)
- 2008 – Majken
- 2010 – Kommissarie Winter (TV-serie)
- 2010 – Tusen gånger starkare
- 2011 – Gynekologen i Askim (TV-serie)
- 2012 – Arne Dahl: De största vatten (TV-serie)
- 2013 – Ego

## Teater

### Roller
| År   | Roll                      | Produktion                                                                | Regi               | Teater                   |
| ---- | ------------------------- | ------------------------------------------------------------------------- | ------------------ | ------------------------ |
| 1947 | Tanten i mjölkaffären     | Fantasilådan Else Fisher                                                  | Sture Pyk          | Helsingborgs stadsteater |
| 1959 |                           | Vid skilda bord (Separate Tables) Terence Rattigan                        | Åke Falck          | Göteborgs stadsteater    |
| 1959 |                           | Gisslan (The Hostage) Brendan Behan                                       | Staffan Aspelin    | Göteborgs stadsteater    |
| 1961 | Susie                     | Vilse i lustgården (Period of adjustment) Tennessee Williams              | Mats Johansson     | Helsingborgs stadsteater |
| 1961 | Colette                   | Gisslan (The Hostage) Brendan Behan                                       | Lars-Erik Liedholm | Helsingborgs stadsteater |
| 1961 | Babette                   | Biedermann och pyromanerna (Biedermann und die Brandstifter) Max Frisch   | Lars-Erik Liedholm | Helsingborgs stadsteater |
| 1961 | Clarissa                  | Den heliga ilskan (Die große Wut des Philipp Hotz) Max Frisch             | Lars-Erik Liedholm | Helsingborgs stadsteater |
| 1961 | Henriette                 | Perrichons resa (Le voyage de M. Perrichon) Eugène Labiche                | Mats Johansson     | Helsingborgs stadsteater |
| 1962 | Tessa                     | Bättre sent än aldrig (It's Never Too Late) Felicity Douglas              | Lars-Erik Liedholm | Helsingborgs stadsteater |
| 1962 | Georgette                 | Hustruskolan (L'école des femmes) Molière                                 | Mats Johansson     | Helsingborgs stadsteater |
| 1962 | Josefa Lantheanay         | Tokan (L'Idiote) Marcel Achard                                            | Lars-Erik Liedholm | Helsingborgs stadsteater |
| 1962 | Chava                     | Tevye och hans döttrar (Tevye and his Daughters) Arnold Perl              | Per Sjöstrand      | Helsingborgs stadsteater |
| 1962 | Judy Gomez                | Värmebölja (Hot Summer Night) Ted Willis                                  | Lars-Erik Liedholm | Helsingborgs stadsteater |
| 1962 | Domarens fru              | Den vackra mjölnerskan (La molinera de Arcos) Alejandro Casona            | Bo G. Forsberg     | Helsingborgs stadsteater |
| 1963 | Gittel Mosca              | Två på gungbrädet (Two for the Seesaw) William Gibson                     | Per Sjöstrand      | Helsingborgs stadsteater |
| 1963 | En bondkvinna             | Brand Henrik Ibsen                                                        | Lars-Erik Liedholm | Helsingborgs stadsteater |
| 1963 | Thalia                    | Hermione och kärleken (Hermione) Hans Koning                              | Per Sjöstrand      | Helsingborgs stadsteater |
| 1963 | Mabel                     | Min fru går igen (Blithe Spirit) Noël Coward                              | Lars-Erik Liedholm | Helsingborgs stadsteater |
| 1964 | Lilith                    | Två herrar till frukost (Zum Frühstück zwei Männer) Karl Wittlinger       | Bo G. Forsberg     | Helsingborgs stadsteater |
| 1964 | Teazie                    | Bockfoten (Step-in-the-hollow) Donagh MacDonagh                           | Bo Swedberg        | Helsingborgs stadsteater |
| 1964 | Nancy                     | Greppet (The Knack) Ann Jellicoe                                          | Bo Swedberg        | Helsingborgs stadsteater |
| 1965 | Proserpine Garnett        | Candida George Bernard Shaw                                               | Bo Swedberg        | Helsingborgs stadsteater |
| 1965 | Pearl Bryant              | Rötter (Roots) Arnold Wesker                                              | Hans Bergström     | Helsingborgs stadsteater |
| 1965 | Paquetta                  | Den bästa av världar Jan Moen                                             | Hans Bergström     | Helsingborgs stadsteater |
| 1965 |                           | Tjuvar, lik och fala qvinnor Dario Fo                                     | Hans Bergström     | Helsingborgs stadsteater |
| 1965 | Madelon                   | Ljusstaken (Le Chandelier) Alfred de Musset                               | Bo Swedberg        | Helsingborgs stadsteater |
| 1966 | Nille                     | Jeppe på berget (Jeppe paa Bierget) Ludvig Holberg                        | Gunnar Skar        | Helsingborgs stadsteater |
| 1966 | Nancy                     | Gasljus (Gas Light) Patrick Hamilton                                      | Hans Bergström     | Helsingborgs stadsteater |
| 1966 | Colette                   | Saken är Oscar! eller En halv million i kappsäcken (Oscar) Claude Magnier | Hans Bergström     | Helsingborgs stadsteater |
| 1984 | Justitieministerns hustru | Makten och ärligheten Lars Forssell                                       | Peter Oskarson     | Folkteatern i Gävleborg  |
| 2000 | Fru Quickly               | Muntra fruarna i Windsor (The Merry Wives of Windsor) William Shakespeare | Ronny Danielsson   | Stockholms stadsteater   |
| 2008 |                           | Sista dansen Carin Mannheimer                                             | Carin Mannheimer   | Göteborgs stadsteater    |

## Bilder

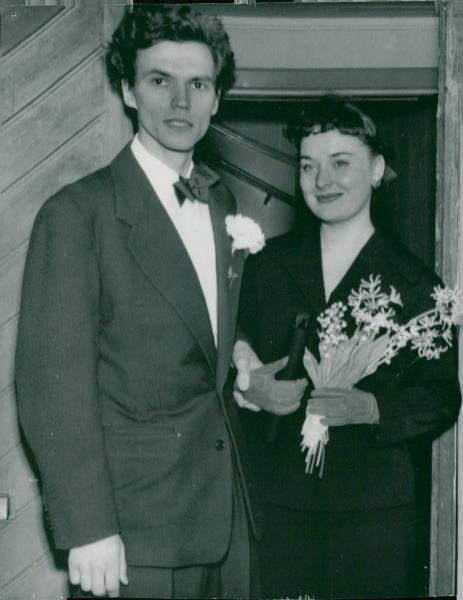
Per Oscarsson och Gerd Hegnell, bröllopsfoto 1954.
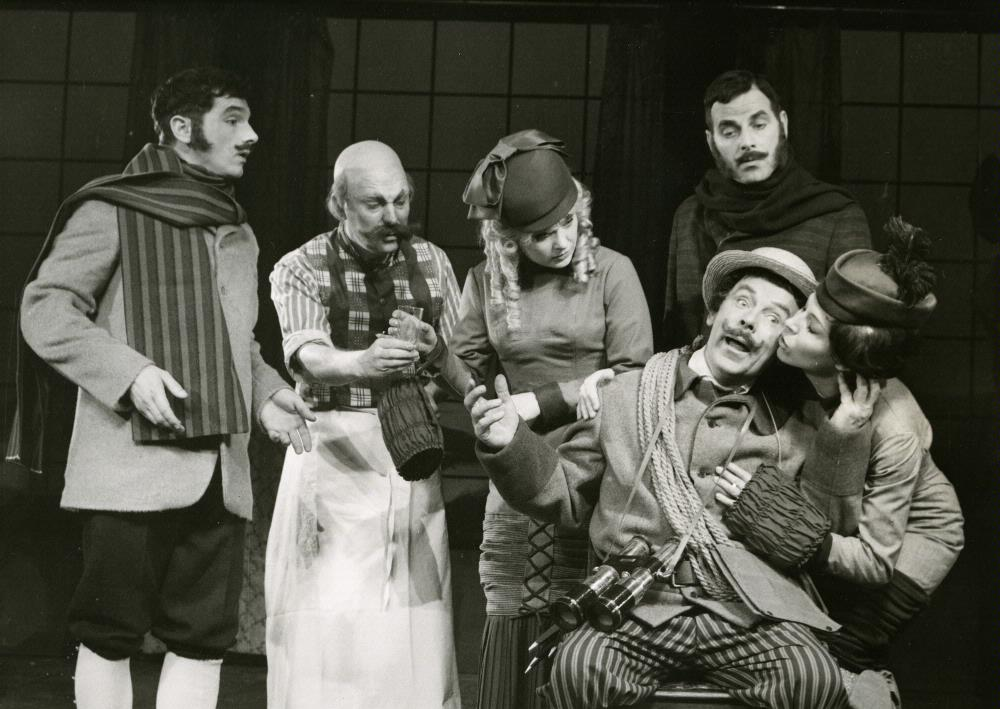
Alf Nilsson, Willy Keidser, Gerd Hegnell, Nils Poppe, Ulf Qvarsebo och Harriet Hedenmo i Perrichons resa på Helsingborgs stadsteater 1961.
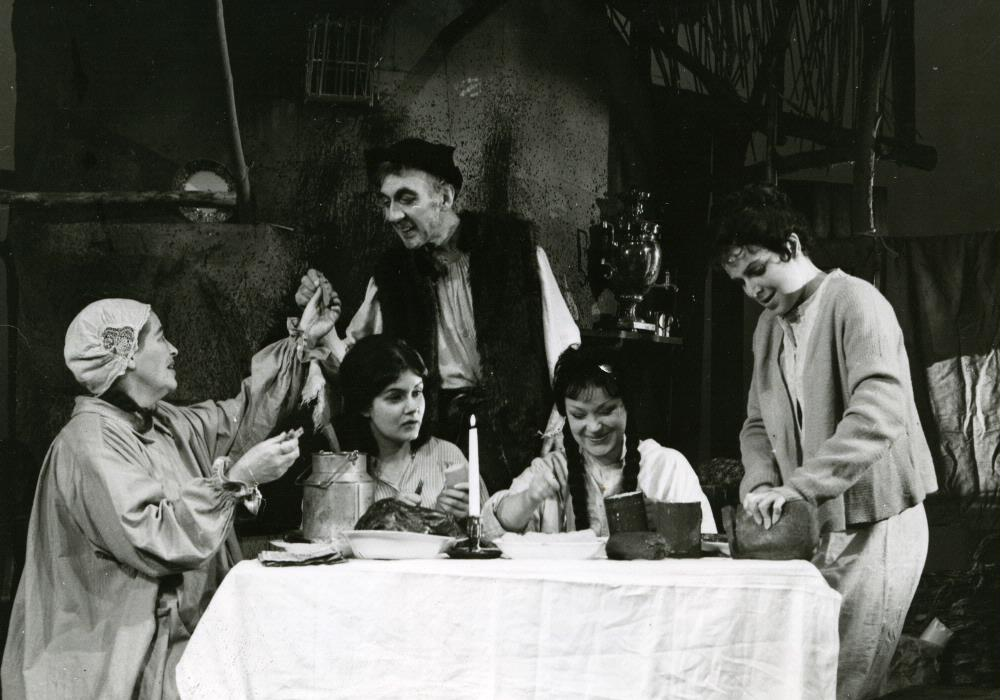
Stina Ståhle, Lena Ewert, Hilding Gavle, Gerd Hegnell och Caryna Houmann i Tevye och hans döttrar på Helsingborgs stadsteater  1962.
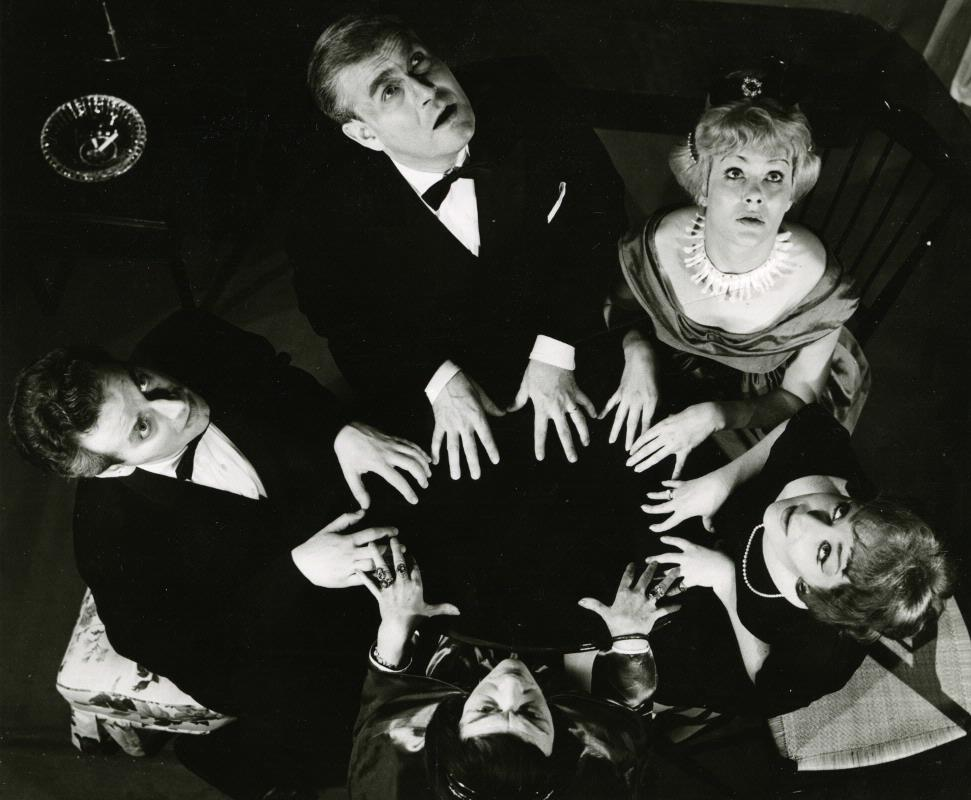
Ulf Qvarsebo, Erik Strandell, Lena Ewert, Gerd Hegnell och Dagny Stenius i Min fru går igen på Helsingborgs stadsteater 1963.
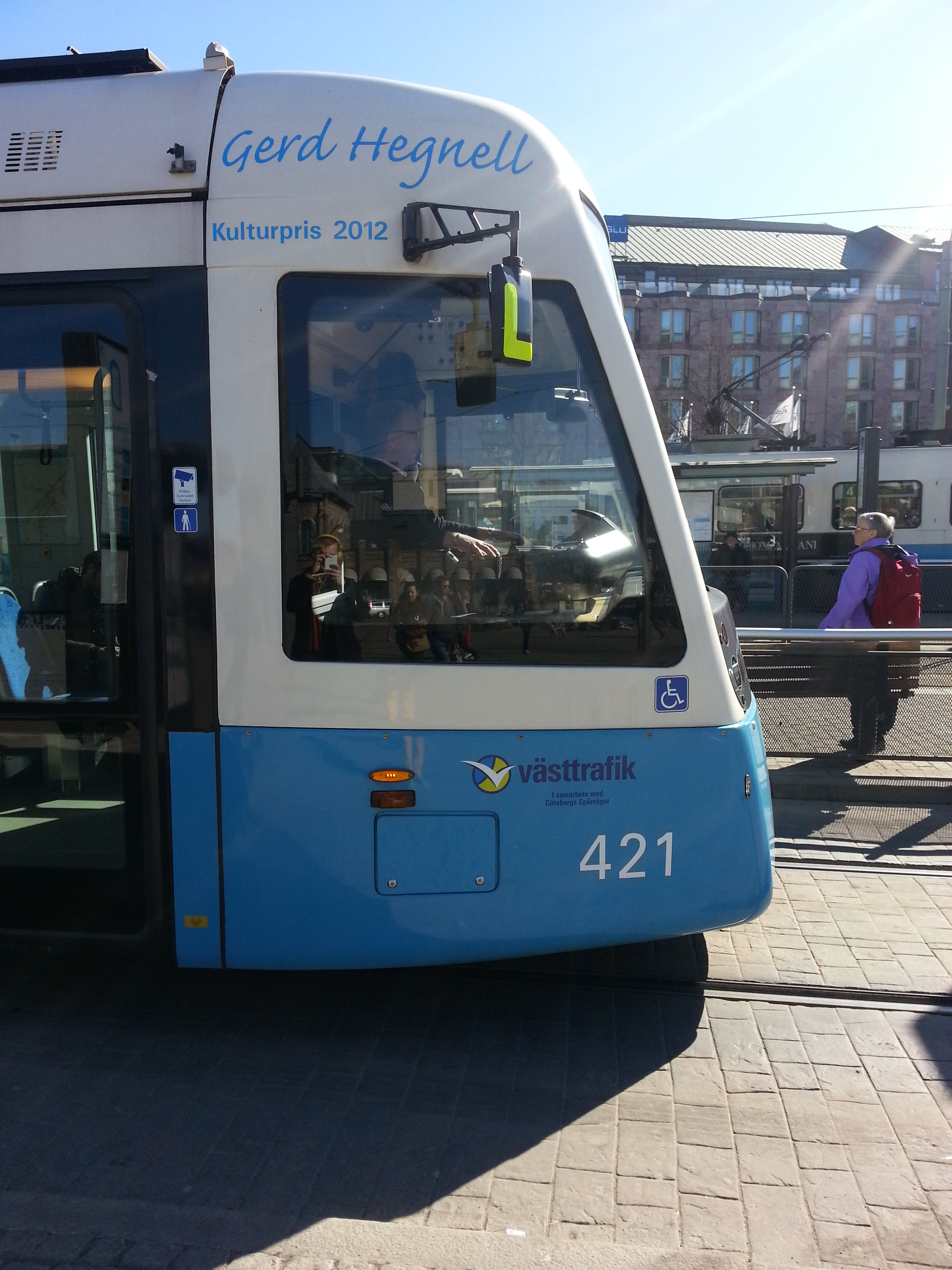
M32-spårvagn nummer 421, här vid Drottningtorget, bär Gerd Hegnells namn.